# Gerd Liesegang
Gerd Liesegang (* 4. Dezember 1956 in Berlin) ist ein deutscher Fußballfunktionär.

## Leben und Wirken
Liesegang wuchs in Berlin-Kreuzberg auf und begann mit dem Fußballspielen 1968 beim BBC Südost. Ab 1975 wurde er dort als Jugendtrainer tätig und wechselte 1977 zum SC Berliner Amateure. Bei diesem war er ab 1982 als Jugendleiter aktiv und wurde 1987 der Vorsitzende des Vereins. Heute ist er der Ehrenvorsitzende. Von 2004 bis 2020 gehörte er als Vizepräsident für Qualifizierung und Soziales dem Vorstand des Berliner Fußball-Verbandes an, dessen Beisitzer er bereits ab 1998 war.
In seinen Funktionen engagierte er sich insbesondere für die Themen Anti-Gewalt, Fair Play, Integration, Antirassismus, Prävention und Geschichtsaufarbeitung. Liesegang initiierte unter anderem Projekte gegen sexuellen Missbrauch im Sport, für mehr Toleranz gegenüber der LGBT-Community in Zusammenarbeit mit dem LSVD Berlin und zur Resozialisierung mit der Jugendstrafanstalt Berlin.
Seit 2022 ist er als Antidiskriminierungsbeauftragter im Ausschuss für Prävention und Sicherheit des Nordostdeutschen Fußball-Verbandes aktiv.
Hauptberuflich war Liesegang bei den Berliner Verkehrsbetrieben tätig.

## Auszeichnungen
- 1990: Bronzene Ehrennadel des Berliner Fußball-Verbandes
- 1991: Ehrenplakette des Senats von Berlin
- 1992: Bundesverdienstkreuz am Bande
- 1997: Ehrenamtspreis des Deutschen Fußball-Bundes
- 2000: Verdienstorden des Landes Berlin
- 2000: Silberne Ehrennadel des Berliner Fußball-Verbandes
- 2003: Verdienstnadel des Nordostdeutschen Fußball-Verbandes
- 2006: Bundesverdienstkreuz 1. Klasse[8]
- 2017: Sepp-Herberger-Urkunde des Deutschen Fußball-Bundes
- 2023: Ehrenmitglied des Berliner Fußball-Verbandes